# Andy Elliott
Andy Elliott là một cầu thủ bóng đá thi đấu ở vị trí tiền vệ ở Football League cho Manchester City và Chester City.